# Acanthodelta purpurascens
Acanthodelta purpurascens är en fjärilsart som beskrevs av Embrik Strand 1914. Acanthodelta purpurascens ingår i släktet Acanthodelta och familjen nattflyn. Inga underarter finns listade i Catalogue of Life.